# Проценоз
Процено́з (від лат. pro — перед і грец. κoinos — спільний: Быков, 1957), тимчасове угруповання (Сукачев, 1917), піонерний ценоз (Раменский, 1938), угруповання (Алехин, 1938), колонія (Шахов, 1946), проценози і псевдофітоценози (Neuhasl, 1963) — нестабільна нестійка форма спільного проживання організмів, фаза становлення або згасання біоценозу (при синценогенезі).
Для проценозів початкових стадій (колоній) звичайні: випадковий підбір видів; переважання видів, діаспори яких легко транспортуються вітром, водою та іншими агентами; панування видів, які швидко розвиваються, рано і рясно плодоносять (особливо однорічних і дворічних) або рослин, що вегетативно розмножуються — експлерентів; неповна зайнятість екотопів; сильна щорічна мінливість. За своїм складом проценози можуть бути розділені на декілька груп.
1. Проценози-колонії — поселення одного або декількох (ініціальних, а в майбутньому біоценозі не більше ніж інгредієнтних) видів, зазвичай однієї  екобіоморфи. Чисельність їхніх  популяцій різко коливається з року в рік, біоценотичне середовище відсутнє (або є залишковим), наприклад, колонія однорічного Atriplex tatarica або багаторічного Calamagrostis epigeios.
2. Проценози-угрупування — склад більш різноманітний і належить до двох або кількох екобіоморф.

Змінюючи один одного, проценози утворюють сукцесійний ряд.